# Eagle Pictures
Eagle Pictures S.p.A. è una casa di produzione e distribuzione cinematografica italiana, controllata da Tarak Ben Ammar e fondata dai fratelli Stefano e Ciro Dammicco nel 1986. 
La società si occupa della distribuzione e della produzione di film, dell'acquisizione di diritti televisivi e della distribuzione home video.

## Storia
Dalla sua creazione, nel maggio 1986, Eagle Pictures ha distribuito nelle sale cinematografiche molti film di genere horror, prodotti a basso costo rivelatisi poi del cult movie del genere (un esempio tra tanti, Hellraiser diretto da Clive Barker e distribuito nel 1988, oppure Stuff - Il gelato che uccide diretto da Larry Cohen). Alcuni film sono distribuiti in collaborazione con la C.I.D.I.F. o con la Onyx Film. Viene privilegiato il cinema estero, con un listino principalmente incentrato su film horror, thriller e commedia.
Nel 1992 Eagle Pictures distribuisce nelle sale Akira, cult dell'animazione giapponese diretto da Katsuhiro Ōtomo.
In un primo momento, la Eagle Pictures firma un accordo con la Multivision (e, per un breve periodo, anche con la Buena Vista Home video) per la distribuzione dei suoi film in home video, mentre successivamente se ne occuperà in proprio tramite un suo ramo denominato Eagle Home video. Tra i primi film spiccano Cube - Il cubo, Dogma, A Time for Dancing, The Guilty - Il colpevole. Attiva anche nella produzione, nel 2007 ha prodotto la pellicola dei fratelli Taviani La masseria delle allodole e il film generazionale Scrivilo sui muri.
In quell’anno Quinta Communications del tunisino Tarak Ben Ammar acquista, con l'aiuto di Goldman Sachs e Interbanca, da Prima TV il 67,47% della Imperium Spa che controlla al 75% la Eagle Pictures.
Eagle Pictures distribuisce oltre 20 titoli all'anno; recentemente, grazie agli accordi stipulati, distribuisce nelle sale anche titoli di Media Trade, AB Films e Sharada. Tra i film più importanti distribuiti in Italia sono La passione di Cristo di Mel Gibson, Se mi lasci ti cancello di Michel Gondry e Il discorso del re di Tom Hooper, per citarne alcuni.
Dal 2018 Eagle Pictures è il distributore al cinema e in home video nel mercato italiano dei film della Metro-Goldwyn-Mayer.
Nel marzo 2019 Ben Ammar, tramite la Eagle Pictures, insieme a Gary Barber (Presidente e AD), Cineworld e Lantern Entertainment (socio di maggioranza) fonda Spyglass Media Group, società indipendente di contenuti che eredita il marchio di Spyglass Entertainment Group.
Dal marzo 2020 Eagle Pictures è il nuovo distributore cinematografico italiano di Paramount Pictures.
Nel 2020 Eagle Pictures ha assorbito il ramo di distribuzione home video di 01 Distribution, che comprende anche i titoli di BiM Distribuzione e Notorious Pictures.
Dal 2021 Eagle Pictures detiene i diritti di distribuzione home video italiana dei film Sony Pictures Entertainment e Medusa Film.
Nel 2022 Yamato Video ha siglato un nuovo accordo con Eagle Pictures per la distribuzione in home video degli anime da essa distribuiti.
Da luglio 2022 Eagle Pictures detiene i diritti di distribuzione home video italiana dei film del gruppo The Walt Disney Company.
Nell'ottobre 2022 Sony Pictures ha esteso il suo accordo con Eagle Pictures anche alla distribuzione cinematografica, in precedenza curata da Warner Bros. Entertainment Italia.
Dal 2023 Eagle Pictures detiene i diritti di distribuzione home video dei film distribuiti da I Wonder Pictures.
Il 16 marzo 2023 viene annunciata la fusione per incorporazione con la casa di produzione e distribuzione 3 Marys Entertainment (A casa tutti bene, La Befana vien di notte, Bones and All). La fusione diventerà ufficiale il 1º aprile 2023 e, contestualmente, i fondatori di 3 Marys (Enzo Ricci, Raffaella Viscardi e Giovanni Corrado) diventeranno azionisti del gruppo con una quota complessiva dell’11,11%.
Il 1º agosto 2023, viene annunciata l'acquisizione della casa di produzione Blu Yazmine.
Nel novembre 2023 Mustang Entertainment ha siglato un nuovo accordo con Eagle Pictures per la distribuzione in home video del suo catalogo di titoli.

## Distribuzione
- Vamp (1986)
- Creepshow 2 (Creepshow 2) (1987)
- Fiori nell'attico (Flowers in the Attic) (1987)
- Il giorno della crisalide (Nightmare at Noon) (1988)
- Hellraiser (1988)
- Hellbound: Hellraiser II - Prigionieri dell'Inferno (1989)
- Incubo in corsia (The Dead Pit) (1989)
- Akira (1992)
- Hellraiser III - Inferno sulla città (1992)
- Cube - Il cubo (Cube) (1997)
- Dogma (1999)
- A Time for Dancing (2000)
- The Guilty - Il colpevole (The Guilty) (2000)
- Birthday Girl (2001)
- Chocolat (2001)
- The Believer (2001)
- Nella morsa del ragno - Along Came a Spider (Along Came A Spider) (2001)
- Lara Croft: Tomb Raider (2001)
- I marciapiedi di New York (Sidewalks of New York) (2001)
- Colpo grosso al Drago Rosso - Rush Hour 2 (Rush Hour 2) (2001)
- Secretary (2002)
- Blade II (2002)
- Ipotesi di reato (Changing Lanes) (2002)
- Austin Powers in Goldmember (2002)
- Lontano dal paradiso (Far from Heaven) (2002)
- Moonlight Mile - Voglia di ricominciare (Moonlight Mile) (2002)
- Cabin Fever (2002)
- Darkness (2002)
- Confessioni di una mente pericolosa (Confessions of a Dangerous Mind) (2002)
- Amore senza confini (Beyond Borders) (2003)
- Saw - L'enigmista (Saw) (2004)
- La passione di Cristo (The Passion of the Christ) (2004)
- Nella mente del serial killer (Mindhunters) (2004)
- Il giro del mondo in 80 giorni (2004) (distribuito prima dalla Walt Disney Pictures negli Stati Uniti)
- Se mi lasci ti cancello (Eternal Sunshine of the Spotless Mind) (2004)
- The Interpreter (2005)
- Boogeyman - L'uomo nero (Boogeyman) (2005)
- Il vento del perdono (An Unfinished Life) (2005)
- 2 single a nozze - Wedding Crashers (Wedding Crashers) (2005)
- The New World - Il nuovo mondo (The New World) (2006)
- Miss Potter (2006)
- La promessa dell'assassino (Eastern Promises) (2007)
- Il caso Thomas Crawford (Fracture) (2007)
- Shoot 'Em Up - Spara o muori! (Shoot 'Em Up) (2007)
- Rendition - Detenzione illegale (Rendition) (2007)
- La setta delle tenebre (Rise) (2007)
- Awake - Anestesia cosciente (Awake) (2007)
- Trapped - Intrappolati (Trapped and Massacred) (2007)
- Houdini - L'ultimo mago (Death Defying Acts) (2007)
- Lui, lei e Babydog (Heavy Petting) (2007)
- L'incubo di Joanna Mills (The Return) (2008)
- Boogeyman 2 - Il ritorno dell'uomo nero (Boogeyman 2, (2008)
- Twilight (Twilight) (2008)
- Bangkok Dangerous - Il codice dell'assassino (2008)
- Segnali dal futuro (Knowing) (2009)
- The Twilight Saga: New Moon (The Twilight Saga: New Moon) (2009)
- Astro Boy (Astro Boy) (2009)
- Chloe - Tra seduzione e inganno (Chloe) (2009)
- Trapped 2 - Senza una fine (Trapped and Massacred 2 - Without End) (2009)
- Remember Me (2010)
- Oceani 3D (Oceans 3D: Into the deep) (2010)
- Basilicata coast to coast (2010)
- Step Up 3D (2010)
- L'ultimo esorcismo (The Last Exsorcism) (2010)
- The Twilight Saga: Eclipse (The Twilight Saga: Eclipse) (2010)
- Il discorso del re (The King's Speech) (2011)
- Limitless (2011)
- Kick-Ass (2011)
- The Fighter (2011)
- StreetDance 3D (2011)
- Uomini senza legge (2011)
- ESP - Fenomeni paranormali (2011)
- Il ventaglio segreto (2011)
- Bitch Slap - Le superdotate (2011)
- Leafie - La storia di un amore (2011)
- The Twilight Saga: Breaking Dawn - Parte 1 (The Twilight Saga: Breaking Dawn - Parte 1 ) (2011)
- 1921 - Il mistero di Rookford (2011)
- Il principe del deserto (Black Gold) (2011)
- The Raven (2012)
- I più grandi di tutti (2012)
- Hates: House at the End of the Street (2012)
- Vampire Dog, regia di Geoff Anderson (2012)
- The Twilight Saga: Breaking Dawn - Parte 2 (The Twilight Saga: Breaking Dawn - Parte 2) (2012)
- Cloud Atlas (2012)
- Cogan - Killing Them Softly (killing them softly) (2012)
- The Words, regia di Brian Klugman e Lee Sternthal (2012)
- Il lato positivo - Silver Linings Playbook (Silver Linings Playbook) (2013)
- Fire with Fire (2013)
- Open Grave (2013)
- You're Next (2013)
- American Hustle - L'apparenza inganna (2013)
- Divergent (2014)
- Babysitting (2014)
- La preda perfetta - A Walk Among the Tombstones (A Walk Among The Tombstones), (2014)
- Pongo, il cane milionario (Pancho, el perro millonario) (2014)
- Insurgent (2015)
- Adaline - L'eterna giovinezza (The Age of Adaline), regia di Lee Toland Krieger (2015)
- Self/less, regia di Tarsem Singh (2015)
- Un'occasione da Dio (Absolutely Anything), regia di Terry Jones (2015)
- Reach Me - La strada per il successo (Reach Me) (2015)
- L'uomo che vide l'infinito (The Man Who Knew Infinity) (2015)
- Race - Il colore della vittoria (Race) (2016)
- Mechanic: Resurrection, regia di Dennis Gansel (2016)
- Mine, regia di Fabio Guaglione e Fabio Resinaro (2016)
- Kickboxer - La vendetta del guerriero (Kickboxer: Vengeance), regia di John Stockwell (2016)
- Lion - La strada verso casa (Lion) (2016)
- John Wick - Capitolo 2 (John Wick: Chapter 2) (2016)
- Blood Father, regia di Jean-François Richet (2016)
- Ozzy - Cucciolo coraggioso (Ozzy), regia di Alberto Rodríguez e Nacho La Casa (2016)
- Paddington 2, regia di Paul King (2017)
- Il permesso - 48 ore fuori, regia di Claudio Amendola (2017)
- Neve nera (Nieve negra), regia di Martín Hodara (2017)
- Saw Legacy (Jigsaw), regia di Michael e Peter Spierig (2017)
- Come ti ammazzo il bodyguard (The Hitman's Bodyguard), regia di Patrick Hughes (2017)
- November Criminals, regia di Sacha Gervasi (2017)
- The Pool, regia di Ping Lumpraploeng (2018)
- L'uomo sul treno - The Commuter (The Commuter) (2018)
- La vedova Winchester (Winchester: The House That Ghosts Built), regia di Michael e Peter Spierig (2018)
- Anon, regia di Andrew Niccol (2018)
- Il sole a mezzanotte - Midnight Sun (Midnight Sun), regia di Scott Speer (2018)
- Ogni giorno (Every Day), regia di Michael Sucsy (2018)
- Dark Hall (Down a Dark Hall), regia di Rodrigo Cortés (2018)
- Hunter Killer - Caccia negli abissi (Hunter Killer), regia di Donovan Marsh (2018)
- Vice - L'uomo nell'ombra (Vice), regia di Adam McKay (2018)
- Vox Lux, regia di Brady Corbet (2018)
- Che fine ha fatto Bernadette? (Where'd You Go, Bernadette), regia di Richard Linklater (2019)
- Un uomo tranquillo (Cold Pursuit), regia di Hans Petter Moland (2019)
- Una famiglia al tappeto (Fighting with My Family), regia di Stephen Merchant (2019)
- Il professore e il pazzo (The Professor and the Madman), regia di Farhad Safinia (2019)
- La famiglia Addams (The Addams Family), regia di Conrad Vernon e Greg Tiernan (2019)
- Domino, regia di Brian De Palma (2019)
- Nureyev - The White Crow (The White Crow), regia di Ralph Fiennes (2019)
- La rivincita delle sfigate (Booksmart), regia di Olivia Wilde (2019)
- Midsommar - Il villaggio dei dannati (Midsommar), regia di Ari Aster (2019)
- Il talento del calabrone, regia di Giacomo Cimini (2020)
- Il caso Minamata (Minamata), regia di Andrew Levitas (2020)
- Endless, regia di Scott Speer (2020)
- C'era una truffa a Hollywood (The Comeback Trail) (2020)
- The Outpost, regia di Rod Lurie (2020)
- La famiglia Addams 2 (The Addams Family 2), regia di Greg Tiernan, Laura Brousseau e Kevin Pavlovic (2021)
- Respect, regia di Liesl Tommy (2021)
- Senza rimorso (Without Remorse), regia di Stefano Sollima (2021)
- Chi canterà per te? (Quién te cantará), regia di Carlos Vermut
- Candyman, regia di Nia DaCosta (2021)
- Snake Eyes: G.I. Joe - Le origini (Snake Eyes: G.I. Joe Origins), regia di Robert Schwentke (2021)
- Venom - La furia di Carnage (2021)
- I segreti della notte (The Night Clerk), regia di Michael Cristofer (2021)
- House of Gucci, regia di Ridley Scott (2021)
- Cyrano (2021), regia di Joe Wright
- Licorice Pizza, regia di Paul Thomas Anderson (2021)
- Tremila anni di attesa (Three Thousand Years of Longing), regia di George Miller (2021)
- The Lost City, regia di Aaron e Adam Nee (2022)
- Sonic 2 - Il film (Sonic the Hedgehog 2), regia di Jeff Fowler (2022)
- Top Gun: Maverick, regia di Joseph Kosinski (2022)
- Dungeons & Dragons - L'onore dei ladri (Dungeons & Dragons: Honor Among Thieves), regia di Jonathan Goldstein e John Francis Daley (2023)
- The Equalizer 3 - Senza tregua (The Equalizer 3), regia di Antoine Fuqua (2023)
- Gran Turismo - La storia di un sogno impossibile (Gran Turismo), regia di Neill Blomkamp (2023)
- Mission: Impossible - Dead Reckoning, regia di Christopher McQuarrie (2023)
- Napoleon, regia di Ridley Scott (2023)
- One Life, regia di James Hawes (2023)
- Hotspot - Amore senza rete, regia di Giulio Manfredonia (2023)
- Bob Marley - One Love, regia di Reinaldo Marcus Green (2024)
- Kraven - Il cacciatore (Kraven the Hunter), regia di J. C. Chandor (2024)
- Ghostbusters - Minaccia glaciale (Ghostbusters: Frozen Empire), regia di Gil Kenan (2024)
- IF - Gli amici immaginari (IF), regia di John Krasinski (2024)
- Fly Me to the Moon - Le due facce della Luna (Fly Me to the Moon), regia di Greg Berlanti (2024)
- September 5 - La diretta che cambiò la storia (September 5), regia di Tim Fehlbaum (2024)
- Borderlands, regia di Eli Roth (2024)
- The Crow - Il corvo  (The Crow), regia di Rupert Sanders (2024)
- Megalopolis, regia di Francis Ford Coppola (2024)
- Venom: The Last Dance, regia di Kelly Marcel (2024)
- Il ragazzo dai pantaloni rosa, regia di Margherita Ferri (2024)
- Il gladiatore II (Gladiator II), regia di Ridley Scott (2024)
- Conclave, regia di Edward Berger (2024)
- Sonic 3 - Il film (Sonic the Hedgehog 3), regia di Jeff Fowler (2024)
- The Life of Chuck, regia di Mike Flanagan (2024)
- Here, regia di Robert Zemeckis (2024)
- Paddington in Perù (Paddington in Peru), regia di Dougal Wilson (2024)
- The Monkey, regia di Oz Perkins (2025)
- Flight Risk - Trappola ad alta quota (Flight Risk), regia di Mel Gibson (2025)
- Mission: Impossible - The Final Reckoning, regia di Christopher McQuarrie (2025)
- Karate Kid: Legends, regia di Jonathan Entwistle (2025)
- 28 anni dopo (28 Years Later), regia di Danny Boyle (2025)
- Bring Her Back - Torna da me (Bring Her Back), regia di Danny e Michael Philippou (2025)
- So cosa hai fatto (I Know What You Did Last Summer), regia di Jennifer Kaytin Robinson (2025)
- Una pallottola spuntata (The Naked Gun), regia di Akiva Schaffer (2025)
- Locked - In trappola (Locked), regia di David Yarovesky (2025)
- Una scomoda circostanza (Caught Stealing), regia di Darren Aronofsky (2025)
- Fatti vedere, regia di Tiziano Russo (2025)
- Leopardi & Co, regia di Federica Biondi (2025)
- I Puffi - Il film (Smurfs), regia di Chris Miller (2025)
- Material Love (Materialists), regia di Celine Song (2025)
- The Running Man, regia di Edgar Wright (2025)
- In The Lost Lands, regia di Paul W. S. Anderson (2025)
- SpongeBob - Un'avventura da pirati (The SpongeBob Movie: Search for SquarePants), regia di Derek Drymon (2026)